# يحيى القرالة
يحيى اسليم القرالة دبلوماسي أردني.

## حياته
ترأس مكتب تمثيل المملكة الأردنية الهاشمية لدى دولة فلسطين في مدينة غزة (لاحقًا انتقل مقر الممثلية إلى رام الله) عام 2005، حيث سلّم أوراق اعتماده إلى الرئيس عباس في 25 يونيو 2005، واستمر حتى انتهاء مهامه يوليو 2010.
في 13 فبراير 2012، عُين سفيرًا لدى الصين وأدى اليمين القانونية في 8 أبريل 2012. لاحقًا سلم أوراق اعتماده في 23 مايو 2012. استمر في مهامه حتى يونيو 2018.

## جوائز مستلمة
في 19 يوليو 2010، منحه الرئيس محمود عباس وسام القدس من درجة «نجمة القدس» بمناسبه انتهاء مهامه لدى دولة فلسطين و«تقديرًا لجهوده الكبيرة في دعم قضايا الشعب الفلسطيني في كافة المجالات، ودوره في تقوية العلاقات الأخوية بين الشعبين الأردني والفلسطيني.»
في 8 أبريل 2012، منحه الملك الأردني عبد الله الثاني وسام الاستقلال من الدرجة الأولى.